# طوطی گل‌رخ
طوطی گل‌رخ یا طوطی رخ‌گلی (نام علمی: Pyrilia pulchra)، گونه‌ای از پرندگان در زیرخانواده Arinae از خانواده طوطیان راستین، طوطی آفریقایی و جهان جدید است که در کلمبیا و اکوادور یافت می‌شود.